# ناي كارانفيل
ناي كارانفيل؛ وكذلك نيكولاي كارانفيل (بالرومانية: Nae Caranfil)‏ (ولد عام 1960، في بوخارست) هو مخرج وكاتب سيناريو روماني،ويعد من أبرز المخرجين الرومانيين . أخرج سبعة أفلام حتى الآن.

## مهنة
ناي كارانفيل هو ابن المؤرخ والناقد السينمائي الروماني تيودور كارانفيل. تخرج في عام 1984 من أكاديمية كاراجيال للفنون المسرحية والتصوير السينمائي في بوخارست، حيث قام بالتدريس أيضًا كأستاذ.
أخرج في بداية مسيرته أفلامًا قصيرة فقط. أصدر كارانفيل فيلمه الطويل الأول أيام الأحد في إجازة في عام 1993 في عام 1996 أخرج الفيلم الكوميدي أسفلت تانجو وحقق الفيلم استحساناً من النقاد. بعده بسنتين أخرج فيلم الكسل الحلو.
حقق فيلمه التالي الإحسان (2002) نجاحًا كبيرًا وزاد من شعبية كارانفيل . يعتبر البعض أن ناي كارانفيل هو أفضل مخرج روماني في التسعينيات. كتب ناي كارانفيل سيناريو جميع أفلامه وعمل على الموسيقى لأول اثنين منها، في عام 2007 أخرج فيلم الباقي صمت. في عام 2013 قدم فيلم أقرب إلى القمر والذي يعد ثاني أكثر أعماله شهرة. في عام 2016 قدم فيلم 6.9 على مقياس ريختر والذي يعد آخر أعماله.

## وصلات خارجية
- ناي كارانفيل في قاعدة بيانات الأفلام على الإنترنت
- Romanian National Cinematography Center page for Nae Caranfil